# Feigères
Feigères är en kommun i departementet Haute-Savoie i regionen Auvergne-Rhône-Alpes i sydöstra Frankrike. Kommunen ligger i kantonen Saint-Julien-en-Genevois som tillhör arrondissementet Saint-Julien-en-Genevois. År 2022 hade Feigères 1 842 invånare.

## Befolkningsutveckling
Antalet invånare i kommunen Feigères
| Referens: INSEE |